# Клишас, Андрей Александрович
Андре́й Алекса́ндрович Кли́шас (род. 9 ноября 1972, Свердловск) — российский государственный деятель, правовед и предприниматель. Сенатор Российской Федерации от Красноярского края с 19 марта 2012 года. Доктор юридических наук, профессор, специалист по конституционному праву, теории государства и права. Полномочный представитель Совета Федерации в Конституционном суде, Верховном суде РФ и Генеральной прокуратуре России.
Председатель Комитета Совета Федерации по конституционному законодательству и государственному строительству (с 30 мая 2012 года). Член Комитета Совета Федерации по конституционному законодательству и государственному строительству (с марта 2012 года).
В 2020 году выступил одним из сопредседателей созданной президентом России рабочей группы по подготовке предложений о внесении поправок в Конституцию Российской Федерации.
Из-за поддержки аннексии Крыма и российского вторжения на Украину находится под санкциями 27 стран Евросоюза, Великобритании, США, Канады и ряда других стран.

## Биография
Родился в еврейской семье 9 ноября 1972 года в Свердловске. Отец — Клишас Александр Геннадьевич (род. 30 ноября 1950), полковник в отставке, генеральный директор компании «Аверс». Мать — Вера Васильевна (род. 23 марта 1951), инженер, совладелица компаний «Аверс» и «Барс 2000».
В 1990—1993 годах обучался в Уральском государственном университете на философском факультете по специальности «История философии». Не завершив учёбу, уехал в Москву.
В Москве поступил на факультет экономики и права Российского университета дружбы народов (РУДН). Одновременно с учёбой в университете в период с 1995 года по 1997 год Клишас занимал различные должности в Российском фонде федерального имущества (РФФИ). В 1998 году окончил РУДН со степенью бакалавра юриспруденции. Его однокурсником в РУДН был Алексей Навальный. В 2000 году Клишас с отличием окончил магистратуру РУДН.
С августа 1997 года по июнь 1998 года был заместителем начальника юридического управления ОНЭКСИМ-банка.

### Интеррос
С 1998 года по 2010 год — директор по юридическим вопросам, заместитель гендиректора, генеральный директор, председатель правления, вице-президент, председатель совета директоров ЗАО «Холдинговая компания „Интеррос“».

### РУДН
С 2001 по 2012 год работал преподавателем, старшим преподавателем, доцентом, профессором кафедры конституционного и муниципального права юридического факультета РУДН. В феврале 2012 года стал заведующим кафедрой конституционного и муниципального права (впоследствии преобразована в кафедру конституционного права и конституционного судопроизводства).
Летом 2014 года юридический факультет был преобразован в Юридический институт РУДН, а его директором назначен Олег Ястребов. В ноябре 2014 года заведующий кафедрой конституционного и муниципального права РУДН Клишас был назначен научным руководителем института. В июле 2016 года из кафедры теории и истории государства и права была выделена кафедра теории права и государства, и её заведующим назначен Клишас.
В 2002 году в Московском университете МВД России Клишас защитил диссертацию на соискание учёной степени кандидата юридических наук по теме «Процедура ампаро как форма конституционного контроля в Мексике». В 2008 году в Московском университете МВД России защитил диссертацию на соискание учёной степени доктора юридических наук по теме «Конституционный контроль и конституционное правосудие в зарубежных странах».

### Норильский никель
С 2001 года по 2008 год — председатель совета директоров ОАО «Горно-металлургическая компания „Норильский никель“». С 2008 года — член совета директоров.
В августа 2010 года Андрей Клишас был назначен президентом компании «Норильский никель». До этого он занимал должность президента и главы совета директоров «Интерроса» Владимира Потанина, одного из основных акционеров «Норникеля». Назначение состоялось в период корпоративного конфликта «Интерроса» с другим крупным совладельцем ГМК — «Русалом» Олега Дерипаски. Акционеры «Норникеля», чьи доли в компании на тот момент были равны (по 25 %), воевали за сферы влияния в ней.
Выборы в Государственную думу
Осенью 2011 года Клишас был выдвинут на выборах в Государственную думу 6 созыва в составе списка «Единой России». Был шестым в группе кандидатов Красноярского края. Такое место в списке считалось проходным. По итогам состоявшихся 4 декабря 2011 года выборов «Единая Россия» получила в крае лишь 36,7 % голосов, что позволило получить мандаты лишь трём кандидатам (П. И. Пимашков, А. Ю. Воробьёв, Р. В. Кармазина), а Клишас избран депутатом не был.
Выборы в Норильский городской совет
В январе 2012 года Андрей Клишас был включён в список норильского отделения «Единой России» на выборах депутатов Норильского городского Совета, которые проходили по смешанной системе. В списке из 27 кандидатов он был вторым после Сергея Шмакова, главы города Норильска. На состоявшихся 4 марта 2012 года выборах, проходивших одновременно с выборами президента РФ, список «Единой России» получил 62,77 % голосов. По итогам распределения мандатов один был передан Клишасу и он вошёл в состав Норильского городского Совета депутатов депутатом на непостоянной основе. Это позволило ему претендовать на кресло в Совете Федерации.

### Совет Федерации
19 марта 2012 губернатор Красноярского края Лев Кузнецов назначил Андрея Клишаса представителем правительства Красноярского края в Совете Федерации. На этой должности он сменил Веру Оськину. В связи с этим назначением Клишас покинул должность президента ОАО «ГМК „Норильский никель“». 30 мая 2012 года возглавил комитет Совета Федерации по конституционному законодательству, правовым и судебным вопросам, развитию гражданского общества.
В апреле 2017 года Президиум генерального совета «Единая Россия» утвердил Клишаса председателем либеральной платформы партии.
В 2020 году входил в состав рабочей группы по подготовке предложений о внесении поправок в Конституцию России.
В декабре 2022 года заявил, что слова президента важнее, чем его указ. Утверждал это в связи с объявлением Владимира Путина об окончании мобилизации в конце октября. Однако юридического подтверждения этому не было, что доказывает отсутствие возможности уволиться со службы у тех, кто подписал контракты, которые согласно указу «Об объявлении частичной мобилизации в Российской Федерации» будут действовать «до окончания периода частичной мобилизации», но сроки в указе не прописаны.

## Семья
Жена — Клишас Ирина Владимировна (род. 14 октября 1972). Работала в коммерческих структурах Владимира Потанина, связанных с продовольственным бизнесом. У супругов в 2012 году родились двое детей: сын Кирилл и дочь Софья.

## Научная деятельность
Автор более 100 научных работ по проблематике теории государства и права, конституционного права и международного права.
Почётный доктор Северного (Арктического) федерального университета имени М. В. Ломоносова, почётный профессор Киргизского национального университета имени Жусупа Баласагына, почётный доктор и почетный член учёного совета Таджикского национального университета.
Клишас опубликовал ряд монографий и учебных пособий по юриспруденции:
- Конституция 1993 года как новый этап демократизации российской государственности (2014);
- 70 лет на страже международного мира и безопасности: Уроки крымской встречи (2015);
- Становление и развитие специализированных органов уставного контроля в субъектах Российской Федерации (2015);
- Конституционный контроль и конституционное правосудие зарубежных стран: Сравнительно-правовое исследование (2015);
- Публичное право России: дискуссионные вопросы истории и теории (2015);
- К вопросу об эффективности западных избирательных практик (2016);
- Социальное государство (2017);
- Суверенитет. От борьбы за право к борьбе за суверенитет (2018);
- Теория судебного права и организации судебных систем (2018).

## Законотворческая деятельность
Результаты законотворческой деятельности на конец 2019 года суммарно включают 99 законодательных инициатив, среди которых:
- Закон о наказании за надругательство над флагом и гимном;
- Пакет федеральных законов о недостоверных новостях;
- Закон о «суверенном интернете»;
- Закон о СМИ — «иностранных агентах» (вместе с депутатами Петром Толстым и Леонидом Левиным, а также сенатором Людмилой Боковой[28]) и др.;
- законопроект о реформе региональных органов власти[29].

В середине июня 2022 года, на фоне вторжения России на Украину, Павел Крашенинников, Андрей Клишас и Ирина Панькина внесли законопроект который предлагает освобождать от наказания отдельные категории осужденных и лиц, совершивших преступления небольшой или средней тяжести, если они заступили на военную службу в период мобилизации, военного положения или военного времени.

## Международные санкции
17 марта 2014 года президент США ввёл в отношении Клишаса визовые и экономические санкции, предусматривающие запрет на посещение территории США, блокировку имущества и счетов на территории США. Причиной тому стала позиция Клишаса в отношении аннексии Крыма. В тот же день аналогичные санкции против Клишаса были введены со стороны Европейского союза и Канады, позже — со стороны Австралии:

1 марта 2014 года Клишас в Совете Федерации публично поддержал размещение российских войск в Украине. В своих публичных заявлениях Клишас стремился оправдать российскую военную интервенцию в Украине— «Официальный журнал Европейского союза», Брюссель, 17 марта 2014 года
14 марта 2022 года, на фоне вторжения России на Украину, внесён в санкционный список стран Евросоюза так как он голосовал за ратификацию договоров о дружбе с самопровозглашёнными ЛНР и ДНР и поддержал аннексию оккупированных территорий Украины.
Указом президента Украины Владимира Зеленского от 7 сентября 2022 находится под санкциями Украины за «поддержку незаконным попыткам России аннексировать суверенную украинскую территорию путем проведения фиктивных референдумов».
30 сентября 2022 года внесён санкционный список Соединенных Штатов Америки против сенаторов «за аннексию Путиным регионов Украины» и одобрения закона о фейках. Государственный департамент отмечает что сенаторы «проголосовали за одобрение просьбы Путина о вводе войск в Украину, что послужило неоправданным предлогом для полномасштабного вторжения России в Украину».
По аналогичным основаниям, с 2 апреля 2020 года находится под санкциями Швейцарии. С 3 мая 2022 года находится под санкциями Новой Зеландии. С 16 сентября 2022 года находится под санкциями Великобритании.
В мае 2022 года стало известно о заморозке швейцарской виллы Клишаса из-за введённых против него санкций.

## Задекларированное имущество
В 2012 году с задекларированным семейным доходом в размере 284 млн рублей занял 29-е место в рейтинге доходов российских чиновников, составленном журналом Forbes.
В Швейцарии, по информации газеты «Ведомости», Клишасу принадлежит домовладение общей площадью 432 м² и земельный участок площадью 1000 м² (задекларировано только 543 м), в России — земельный участок для личного подсобного хозяйства в размере 1589 м², участок под жилищное строительство в размере 75 200 м², 6 участков под индивидуальное жилищное строительство в размере от 690 до 5850 м², а также садовый участок в размере 1200 м².

## Обвинения в коррупции
Фонд борьбы с коррупцией Алексея Навального в сентябре 2014 года обвинил Клишаса в утаивании 400 м² дачного участка. В 2018 году ФБК обвинил чиновника во владении офшорной фирмой, утаивании автомобиля и манипуляциях во время приватизации 90-х годов. Помимо недвижимого имущества, Клишас владеет коллекцией наручных часов оценочной стоимостью более 163 миллионов рублей.

## Награды
- Премия Правительства Российской Федерации 2023 года в области образования (4 октября 2023) — за учебник «Теория государства и права»;
- Медаль Столыпина П. А. I степени (2 ноября 2022) — за заслуги в законотворческой деятельности, направленной на решение стратегических задач социально-экономического развития страны[48];
- Орден «За заслуги перед Отечеством» IV степени (5 сентября 2022) — за большой вклад в развитие парламентаризма, активную законотворческую деятельность и многолетнюю добросовестную работу[49];
- Медаль Следственного комитета Российской Федерации «За чистоту промыслов и благородство дел» (13 декабря 2018);
- Медаль «Совета Федерации. 25 лет» (7 ноября 2018);
- Орден Дружбы (29 июня 2018) — за заслуги в укреплении российской государственности, развитии парламентаризма и активную законотворческую деятельность[50];
- Благодарственное письмо Президента Российской Федерации (7 мая 2018) — за активное участие в работе по подготовке и проведению выборов Президента Российской Федерации;
- Серебряная медаль Федеральной службы исполнения наказаний «За вклад в развитие уголовно-исполнительной системы России» (13 марта 2018);
- Медаль Преподобного Варнавы Гефсиманского II степени (2018)[51];
- Медаль «За возвращение Крыма» (25 марта 2014) — за отличия, проявленные при обеспечении безопасности мероприятий, связанных с защитой прав и жизни граждан Республики Крым, проведения референдума в Республике Крым в 2014 году;
- Почётное звание «Заслуженный юрист Российской Федерации» (26 апреля 2013) — за активную законотворческую деятельность и многолетнюю добросовестную работу[52];
- Медаль ордена «За заслуги перед Отечеством» II степени (17 октября 2008) — за достигнутые трудовые успехи и многолетнюю добросовестную работу;
- Орден Русской Православной Церкви преподобного Серафима Саровского III степени;
- Орден Русской Православной Церкви преподобного Сергия Радонежского II степени;
- Орден Русской Православной Церкви святого благоверного князя Даниила Московского III степени;
- Золотой орден Церкви Кипра Апостола Павла.